# Johan Remen Evensen
Johan Remen Evensen, norveški smučarski skakalec, * 16. september 1985, Øksnes, Norveška.  
Evensen je osvojil tri ekipne medalje na velikih tekmovanjih, bronasto medaljo na ekipni tekmi Zimskih olimpijskih iger 2010 ter srebrni medalji na Svetovnem prvenstvu v smučarskih skokih 2009 in Svetovnem prvenstvu v smučarskih poletih 2010.
11. februarja je na prenovljeni letalnici Vikersundbakken že na prvem treningu postavil nov svetovni rekord z dolžino 243 m, na kvalifikacijah pa ga je še popravil na 246.5 m. S tem je dvakrat postavil tudi nov rekord skakalnice Vikersundbakken in nov norveški državni rekord.
Štiri dni pred začetkom Svetovnega prvenstva v smučarskih poletih 2012 na letalnici Vikersundbakken, kamor ni bil uvrščen s strani vodstva norveške reprezentance, je napovedal svojo takojšnjo upokojitev zaradi težav s previsoko telesno težo.